# Grein
Grein là một đô thị ở huyện Perg thuộc bang Oberösterreich, Áo. Đô thị Grein có diện tích 18,4 km², dân số thời điểm năm 2006 là 3103 người.